# Ligne Gotōji
La ligne Gotōji (後藤寺線, Gotōji-sen) est une ligne ferroviaire située dans la préfecture de Fukuoka au Japon. Elle relie la gare de Shin-Iizuka à Iizuka à la gare de Tagawa-Gotōji à Tagawa. La ligne est exploitée par la compagnie JR Kyushu.

## Histoire
La ligne est ouverte par étape entre 1897 et 1922.

## Caractéristiques

### Ligne
- Longueur : 13,3 km
- Ecartement : 1 067 mm
- Nombre de voies : Voie unique

### Gares
| Numéro | Gare            | Nom japonais | Distance (km) | Correspondances                                        | Localisation |
| ------ | --------------- | ------------ | ------------- | ------------------------------------------------------ | ------------ |
| JJ01   | Shin-Iizuka     | 新飯塚       | 0             | JR Kyushu : Chikuhō (Fukuhoku Yutaka)                  | Iizuka       |
| JJ02   | Kami-Mio        | 上三緒       | 3,1           |                                                        | Iizuka       |
| JJ03   | Shimo-Kamoo     | 下鴨生       | 5,0           |                                                        | Kama         |
| JJ04   | Chikuzen-Shōnai | 筑前庄内     | 6,2           |                                                        | Iizuka       |
| JJ05   | Funao           | 船尾         | 9,9           |                                                        | Tagawa       |
| JJ06   | Tagawa-Gotōji   | 田川後藤寺   | 13,3          | JR Kyushu : Hitahikosan Heisei Chikuho Railway : Itoda | Tagawa       |